# Miltianthus portulacoides
Miltianthus Phil. es un género monotípico de plantas fanerógamas perteneciente a la familia Zygophyllaceae, su única especie, Miltianthus portulacoides, es originaria de Afganistán.

## Taxonomía
El género fue descrito por Alexander von Bunge y publicado en Arbeiten des Naturforschenden Vereins zu Riga 1: 197. 1847.